# Julia Carson
Julia May Carson, nata Porter (Louisville, 8 luglio 1938 – Indianapolis, 15 dicembre 2007), è stata una politica statunitense, membro della Camera dei Rappresentanti per lo stato dell'Indiana.

## Biografia
Nel settembre 2007, durante un ricovero in ospedale per un'infezione le venne diagnosticato un cancro ai polmoni, che la portò alla morte nel dicembre seguente.
A marzo 2008 si svolsero delle elezioni speciali per determinare il successore della Carson, che si rivelò essere suo nipote André.